# Provinz Satipo
Die Provinz Satipo ist die größte und östlichste Provinz in der peruanischen Region Junín. Provinzhauptstadt ist die Stadt Satipo; benannt sind beide nach dem gleichnamigen Fluss Río Satipo, der im Norden der Provinz in den Río Pangoa, einen rechten Nebenfluss des Río Perené, mündet. Die Provinz ist 19.219 km² groß.

## Geographische Lage
Von der Küstenstadt Lima aus gesehen liegt Satipo auf der anderen Seite der Anden, im gemäßigten Dschungelklima der „Selva Central“. Die Provinz erstreckt sich von der Zentralkordillere im Westen bis zur Ostkordillere im Südosten. Dazwischen fließt der Río Ene nach Norden. Nach dessen Vereinigung mit dem Río Perené, fließt der Río Tambo anfangs nach Osten und durchschneidet die Ostkordillere, um sich später wieder nach Norden zu wenden. Die Provinz reicht im Nordosten bis an den Stadtrand von Atalaya, wo sich der Río Tambo mit dem Río Urubamba zum Río Ucayali vereinigt. Dieses Gebiet, jenseits der Ostkordillere liegt im Regenwaldgebiet des Amazonasbeckens. Im äußersten Südosten reicht die Provinz bis zur Cordillera Vilcabamba. Dort befindet sich der Nationalpark Otishi.
Um ins immergrüne Hügelland von Satipo zu gelangen, gilt es in zehn Stunden Busfahrt einen 4800 Meter hohen Pass zu überqueren. Flugverbindungen gibt es nur für das Militär und die Drogenpolizei. 

## Bevölkerung
Die Einwohnerzahl lag im Jahr 2007 bei 193.872, im Jahr 2017 bei 203.985. Städte in der Provinz sind Satipo, Mazamari und San Martín de Pangoa.

## Geschichte
Zu Zeiten der Wirtschaftskrise 1929 wurde Satipo zum Ziel österreichischer Einwanderer – aus Wien, Ober- und Niederösterreich, dem Burgenland, der Steiermark sowie aus Kärnten – welche dort die Kolonie „Villa Flavia“ gründeten.
In den 1980er und frühen 1990er Jahren wurde Satipo teilweise von Mitgliedern der terroristischen Organisation Sendero Luminoso („Leuchtender Pfad“) kontrolliert. Die Zerstörung von Familien und wirtschaftlichen Strukturen ist in Satipo noch heute spürbar. Im Mai 2021 ermordete ein Kommando des Sendero Luminoso mindestens 14 Einwohner von San Miguel del Ene.

## Verwaltungsgliederung
Die Provinz ist in neun Distrikte aufgeteilt. Der Distrikt Satipo ist Sitz der Provinzverwaltung.
| Distrikt         | Verwaltungssitz      |
| ---------------- | -------------------- |
| Coviriali        | Coviriali            |
| Llaylla          | Llaylla              |
| Mazamari         | Mazamari             |
| Pampa Hermosa    | Mariposa             |
| Pangoa           | San Martín de Pangoa |
| Río Negro        | Río Negro            |
| Río Tambo        | Puerto Prado         |
| Satipo           | Satipo               |
| Vizcatán del Ene | San Miguel del Ene   |